# Иосиф III (епископ Коломенский)
Епископ Иосиф III (ум. 27 января 1615) — епископ Русской православной церкви, епископ Коломенский и Каширский.

## Биография
О жизни епископа Иосифа до его рукоположения во епископы ничего не неизвестно.
В 1586 году хиротонисан во епископа Коломенского.
26 января 1589 года участвовал в избрании митрополита Иова патриархом Московским и всея Руси.
В период наступившего Смутного времени проявил свой патриотизм и твёрдую верность православию.
В 1606 году вместе с митрополитом Гермогеном настоятельно требовал, чтобы Марина Мнишек приняла Православие, и не признавал брака Лжедмитрия I с нею. За это епископ Иосиф попал в немилость к Лжедмитрию I, который выслал обоих святителей в свои епархии.
По некоторым сведениям, епископ Иосиф был удален на покой, причём над ним нависла угроза заточения. Не пострадал он только потому что в результате заговора Лжедмитрий был вскоре убит.
Весной 1608 года Коломна была захвачена войсками литовского полковника Лисовского. Воевода Коломны князь Владимир Тимофеевич Долгоруков и епископ Иосиф были взяты в плен. В качестве пленников епископ Иосиф и князь Долгоруков были взяты под Москву. При урочище Медвежий брод он был разбит войском царя Василия Шуйского. Епископ Иосиф и князь, к великому утешению коломенцев, были освобождены.
В 1613 году вместе с настоятелем Голутвина монастыря Авраамием и другими депутатами от Коломны епископ Иосиф участвовал в Земском соборе, где подписался седьмым в соборной грамоте по избранию на престол царя Михаила Фёдоровича Романова. 
Скончался 27 января 1615 года и был погребен в Успенском соборе города Коломны.